# Eldijk
Eldijk est un hameau situé dans la commune néerlandaise de Coevorden, dans la province de Drenthe.